# Kanál 3 (Thajsko)
Kanál 3 je thajská bezplatná televizní síť, která byla zahájena 26. března 1970 jako první komerční televizní stanice v Thajsku. Síť má sídlo v Maleenond Towers v Bangkoku.